# Honea Path
Honea Path es un pueblo ubicado en el condado de Abbeville y condado de Anderson en el estado estadounidense de Carolina del Sur. La localidad en el año 2000 tiene una población de 3.504 habitantes en una superficie de 9 km², con una densidad poblacional de 163.3 personas por km². 

## Geografía
Honea Path se encuentra ubicado en las coordenadas 34°26′51″N 82°23′35″O / 34.44750, -82.39306. Según la Oficina del Censo, el pueblo tiene un área total de 9 km² (3,5 mi²), de la cual 9 km² (3,5 mi²) es tierra y 0 km² (0 mi²) (0.0%) es agua.

### Localidades adyacentes
El siguiente diagrama muestra a las localidades en un radio de 16 kilómetros (9,9 mi) de Honea Path.

## Demografía
En el 2000 la renta per cápita promedia del hogar era de $30.938, y el ingreso promedio para una familia era de $38.980. El ingreso per cápita para la localidad era de $17.643. En 2000 los hombres tenían un ingreso per cápita de $28.635 contra $24.107 para las mujeres. Alrededor del 14.9% de la población estaba bajo el umbral de pobreza nacional. 